# Медведки (Вологодская область)
Медведки — деревня в Великоустюгском районе Вологодской области.
Входит в состав Красавинского сельского поселения, с точки зрения административно-территориального деления — в Красавинский сельсовет.
Деревня расположена на правом берегу Северной Двины, в то время как почти все населённые пункты Красавинского сельского поселения расположены на правом берегу. Расстояние по автодороге до районного центра Великого Устюга — 27 км.
По переписи 2002 года население составляло 5 человек. В 2005 году все жители Медведок и соседней деревни Горка переехали в новый дом в Васильевское и с тех пор деревни пустуют.